# John Wilson (gouverneur)
 (octobre 2020).
Pour les articles homonymes, voir John Wilson et Wilson.
Le général John Wilson (né en 1780 et mort en 1856) est un officier britannique ayant servi pendant la guerre d'indépendance espagnole et qui a été gouverneur intérimaire du Ceylan britannique.